# Mala Reputación
Mala Reputación est un groupe de punk rock espagnol, originaire de Cangas de Onís, dans les Asturies.

## Biographie
Le groupe est formé en 1995, mais sa formation ne se stabilise qu'en 1998. Ils jouent dans un pub pour financer et enregistrer leur première démo aux studios Groove, à Oviedo. Deux ans plus tard, leur deuxième démo, Día tras día, est enregistrée aux studios Babysu. Avec celle-ci, ils se déplacent plus dans le nord, en jouant en Cantabrie, notamment avec La Fuga, et atteignent la finale de Los 40 Principales, où ils visent à enregistrer leur premier album tant attendu. Même sans avoir remporté de prix, ils financent leur premier album, Ansiedad. Avec ce nouvel album, le label Santo Grial leur offre un contrat pour éditer Ansiedad, et deux autres albums. Ce contrat leur permet de jouer au Festival Derrame Rock.
En 2002, le groupe enregistre son deuxième album, intitulé Abriendo camino, aux studios ACME, à Avilés, et est produit par Miguel Herrero et Pablo Viña. L'album fait participer Kake de Caskärrabias, Xune de Dixebra, Alberto Plá de Boikot, et les membres d'Infly, Madera Rock et Sikarios. Ils effectuent deux mini-tournées en soutien à leur album, l'un avec Reincidentes, et l'autre avec Transfer. En décembre 2003, sort leur troisième album, A X Ellos', enregistré aux studios Eclipse de Oviedo, produit par Pablo Viña. Cet album fait usage de plusieurs instruments tels que notamment le bouzouki, le bodhran, la cornemuse, le violon, la contrebasse, et la trompette. Après l'enregistrement de l'album, Mala Reputación rompt son contrat avec Santo Grial, et créent leur propre label, Kangurín Records, sous lequel ils sortent leur album. Ils sont rejoints par Juanín qui est responsable du site web du groupe, Mata pour les promotions et les concerts, qui devient le manager personnel du groupe avec son agence Matatunos Producciones.
Le 5 mars 2004, La Gira Mata débute, présentant A X Ellos! dans tout le pays, effectuant un total de 70 concerts en 18 mois, et une participation très active aux festivals d'été en 2005 tels que le Baitu, Kastañorock, Luaña, et Higuerock. La fin de la tournée s'effectue à Madrid au mois de décembre 2005. Ils sont nommés par la Academia de la Música dans la catégorie du « meilleur album de rock alternatif ». Le 21 mars 2006, leur troisième album studio, Al límite siempre, est publié. Le 6 octobre 2007, leur dernier concert de tournée s'effectue à Ermua (Biscaye), ce qui et en France. 
Le 5 avril 2011 sort leur quatrième album, intitulé Carácter. Il est enregistré et mixé aux studios Eclipse d'Oviedo par Daniel Sevillano, entre les mois de janvier et mars 2011.
En 2015, ils signent chez Rock Estatal Records, et sortent leur cinquième album, Eternas promesas. La même année, ils jouent avec Los Suaves et Siniestro Total au festival No puedo dejar el rock. En 2016, ils sont nommés pour le prix AMAS de la meilleure chanson rock, et le remportent. La chanson choisie est Fuego, première chanson du dernier album. En 2017, ils sortent entre mai et juin, ce qui sera leur septième album studio, El Arte de la guerra.. Au début de 2018, ils participent au festival Olmo Rock, et au Maízu Rock de Intriago.

## Membres

### Membres actuels
- Daviz Rodríguez - guitare, chant
- Kiko Martínez - batterie, chœurs
- Michi Candás - basse, chœurs
- Juan Santamaría - guitare, chant

### Anciens membres
- Jaime García - guitare, chant
- Gerardo Díaz (Naro) - basse, chant
- Angel Llenín - batterie
- Fran Villanueva (Franín) - basse

## Discographie
- 2001 : Ansiedad
- 2002 : Abriendo camino
- 2004 : A X Ellos
- 2006 : Al límite siempre
- 2010 : Buenas noches!! (CD + DVD)
- 2011 : Carácter
- 2015 : Eternas promesas
- 2017 : El Arte de la guerra